# Sovjet-Unie op de Olympische Winterspelen 1980
Tijdens de Olympische Winterspelen van 1980, die in Lake Placid (Verenigde Staten) werden gehouden, nam de Sovjet-Unie voor de zevende keer deel.

## Medailleoverzicht
| Sport       | Olympiër                                                               | Discipline            | Medaille |
| ----------- | ---------------------------------------------------------------------- | --------------------- | -------- |
| Biatlon     | Anatoli Aljabjev                                                       | 20 km (m)             | Goud     |
| Biatlon     | Vladimir Alikin Aleksandr Tichonov Vladimir Barnasjov Anatoli Aljabjev | 4x7,5 km estafette    | Goud     |
| Kunstrijden | Irina Rodnina Aleksandr Zajtsev                                        | paarrijden            | Goud     |
| Kunstrijden | Natalja Linitsjoek Gennadi Karponossov                                 | ijsdansen             | Goud     |
| Langlaufen  | Nikolaj Zimjatov                                                       | 30 km (m)             | Goud     |
| Langlaufen  | Nikolaj Zimjatov                                                       | 50 km (m)             | Goud     |
| Langlaufen  | Raisa Smetanina                                                        | 5 km (v)              | Goud     |
| Langlaufen  | Vasili Rotsjev Nikolaj Bazjoekov Jevgeni Beljajev Nikolaj Zimjatov     | 4x10 km estafette (m) | Goud     |
| Rodelen     | Vera Sosoelja                                                          | vrouwen               | Goud     |
| Schaatsen   | Natalja Petroeseva                                                     | 1000 m (v)            | Goud     |
| Biatlon     | Vladimir Alikin                                                        | 10 km (m)             | Zilver   |
| Kunstrijden | Marina Tsjerkasova Sergej Sjachraj                                     | paarrijden            | Zilver   |
| Langlaufen  | Vasili Rotsjev                                                         | 30 km (m)             | Zilver   |
| Langlaufen  | Nina Baldytsjeva Nina Rotsjeva Galina Koelakova Raisa Smetanina        | 4x5 km estafette (v)  | Zilver   |
| Schaatsen   | Jevgeni Koelikov                                                       | 500 m (m)             | Zilver   |
| IJshockey   | Olympisch team                                                         | mannen                | Zilver   |
| Biatlon     | Anatoli Aljabjev                                                       | 10 km (m)             | Brons    |
| Kunstrijden | Irina Moisejeva Andrej Minenkov                                        | ijsdansen             | Brons    |
| Langlaufen  | Aleksandr Zavjalov                                                     | 50 km (m)             | Brons    |
| Rodelen     | Ingrīda Amantova                                                       | vrouwen               | Brons    |
| Schaatsen   | Vladimir Lobanov                                                       | 1000 m (m)            | Brons    |
| Schaatsen   | Natalja Petroeseva                                                     | 500 m (v)             | Brons    |

## Deelnemers en resultaten

### Alpineskiën
| Olympiër             | Discipline       | Resultaat | Prestatie                       |
| -------------------- | ---------------- | --------- | ------------------------------- |
| Vladimir Andrejev    | reuzenslalom (m) | 15e       | 2.44,94 (+4,20) 1.22,19+1.22,75 |
| Vladimir Andrejev    | slalom (m)       | 9e        | 1.46,65 (+2,39) 54,97+51,68     |
| Vladimir Makejev     | afdaling (m)     | 22e       | 1.49,87 (+4,37)                 |
| Aleksandr Sjirov     | reuzenslalom (m) | 9e        | 2.44,07 (+3,33) 1.21,53+1.22,54 |
| Aleksandr Sjirov     | slalom (m)       | dnf-1     | opgave run 1                    |
| Valeri Tsyganov      | afdaling (m)     | 8e        | 1.47,34 (+1,84)                 |
| Valeri Tsyganov      | reuzenslalom (m) | dnf-2     | opgave run 2                    |
| Nadezjda Patrakejeva | reuzenslalom (v) | 12e       | 2.47,09 (+5,43) 1.17,44+1.29,65 |
| Nadezjda Patrakejeva | slalom (v)       | 6e        | 1.29,20 (+4,11) 43,42+45,78     |

### Biatlon
| Olympiër                                                               | Discipline             | Resultaat | Prestatie                                                                                 |
| ---------------------------------------------------------------------- | ---------------------- | --------- | ----------------------------------------------------------------------------------------- |
| Vladimir Alikin                                                        | 10 km (m)              | Zilver    | 32.53,10 (+42,41) pen.: 0 (0 / 0)                                                         |
| Vladimir Alikin                                                        | 20 km (m)              | 8e        | 1:12.05,30 (+3.48,99) pen.: 6 (1 / 3 / 2 / 0)                                             |
| Anatoli Aljabjev                                                       | 10 km (m)              | Brons     | 33.09,16 (+58,47) pen.: 1 (0 / 1)                                                         |
| Anatoli Aljabjev                                                       | 20 km (m)              | Goud      | 1:08.16,31 pen.: 0 (0 / 0 / 0 / 0)                                                        |
| Vladimir Barnasjov                                                     | 20 km (m)              | 7e        | 1:11.49,49 (+3.33,18) pen.: 4 (2 / 0 / 2 / 0)                                             |
| Aleksandr Tichonov                                                     | 10 km (m)              | 9e        | 34.14,88 (+2.04,19) pen.: 2 (0 / 2)                                                       |
| Vladimir Alikin Aleksandr Tichonov Vladimir Barnasjov Anatoli Aljabjev | 4x7,5 km estafette (m) | Goud      | 1:34.03,27 pen.: 0-12 (0-2 / 0-3 / 0-3 / 0-4) (22.40,71 / 23.44,60 / 23.48,36 / 23.49,60) |

### Kunstrijden
| Olympiër                               | Discipline | Resultaat | Prestatie               |
| -------------------------------------- | ---------- | --------- | ----------------------- |
| Igor Bobrin                            | mannen     | 6e        | pc. 55,0; 177,4 punten  |
| Konstantin Kokora                      | mannen     | 10e       | pc. 91,0; 168,2 punten  |
| Vladimir Kovaljov                      | mannen     | dnf       | opgave                  |
| Kira Ivanova                           | vrouwen    | 16e       | pc. 144,0; 161,5 punten |
| Irina Rodnina Aleksandr Zajtsev        | paarrijden | Goud      | pc. 9,0; 147,3 punten   |
| Marina Tsjerkasova Sergej Sjachraj     | paarrijden | Zilver    | pc. 19,0; 143,8 punten  |
| Marina Pestova Stanislav Leonovitsj    | paarrijden | 4e        | pc. 31,0; 141,1 punten  |
| Natalja Linitsjoek Gennadi Karponossov | ijsdansen  | Goud      | pc. 13,0; 205,5 punten  |
| Irina Moisejeva Andrej Minenkov        | ijsdansen  | Brons     | pc. 27,0; 201,9 punten  |
| Natalja Bestemjanova Andrej Boekin     | ijsdansen  | 8e        | pc. 75,0; 188,2 punten  |

### Langlaufen
| Olympiër                                                           | Discipline            | Resultaat | Prestatie                                                         |
| ------------------------------------------------------------------ | --------------------- | --------- | ----------------------------------------------------------------- |
| Nikolaj Bazjoekov                                                  | 30 km (m)             | 14e       | 1:31.06,28 (+4.03,48)                                             |
| Jevgeni Beljajev                                                   | 15 km (m)             | 5e        | 42.46,02 (+48,39)                                                 |
| Jevgeni Beljajev                                                   | 30 km (m)             | 11e       | 1:30.35,32 (+3.32,52)                                             |
| Jevgeni Beljajev                                                   | 50 km (m)             | 6e        | 2:31.21,19 (+3.56,59)                                             |
| Vasili Rotsjev                                                     | 15 km (m)             | 13e       | 43.16,86 (+1.19,23)                                               |
| Vasili Rotsjev                                                     | 30 km (m)             | Zilver    | 1:27.34,22 (+31,42)                                               |
| Sergej Saveljev                                                    | 50 km (m)             | 5e        | 2:31.15,82 (+3.51,22)                                             |
| Aleksandr Zavjalov                                                 | 15 km (m)             | 7e        | 43.00,81 (+1.03,18)                                               |
| Aleksandr Zavjalov                                                 | 50 km (m)             | Brons     | 2:30.51,52 (+3.26,92)                                             |
| Nikolaj Zimjatov                                                   | 15 km (m)             | 4e        | 42.33,96 (+36,33)                                                 |
| Nikolaj Zimjatov                                                   | 30 km (m)             | Goud      | 1:27.02,80                                                        |
| Nikolaj Zimjatov                                                   | 50 km (m)             | Goud      | 2:27.24,60                                                        |
| Vasili Rotsjev Nikolaj Bazjoekov Jevgeni Beljajev Nikolaj Zimjatov | 4x10 km estafette (m) | Goud      | 1:57.03,46 (29.21,41 / 29.52,57 / 29.21,78 / 28.27,70)            |
| Nina Baldytsjeva                                                   | 5 km (v)              | 5e        | 15.29,03 (+22,11)                                                 |
| Nina Baldytsjeva                                                   | 10 km (v)             | 6e        | 31.22,93 (+51,39)                                                 |
| Galina Koelakova                                                   | 5 km (v)              | 6e        | 15.29,58 (+22,66)                                                 |
| Galina Koelakova                                                   | 10 km (v)             | 5e        | 30.58,46 (+26,92)                                                 |
| Nina Rotsjeva                                                      | 5 km (v)              | 15e       | 15.50,39 (+43,47)                                                 |
| Raisa Smetanina                                                    | 5 km (v)              | Goud      | 15.06,92                                                          |
| Raisa Smetanina                                                    | 10 km (v)             | 4e        | 30.54,48 (+22,94)                                                 |
| Iraida Soeslova                                                    | 10 km (v)             | 14e       | 31.48,39 (+1.16,85)                                               |
| Nina Baldytsjeva Nina Rotsjeva Galina Koelakova Raisa Smetanina    | 4x5 km estafette (v)  | Zilver    | 1:03.18,30 (+1.07,20) (15.52,78 / 16.03,83 / 15.50,06 / 15.31,63) |

### Noordse combinatie
| Olympiër           | Discipline | Resultaat | Prestatie                                                                                          |
| ------------------ | ---------- | --------- | -------------------------------------------------------------------------------------------------- |
| Aleksandr Majorov  | mannen     | 7e        | 409,14 punten schans: 194,4 p 85,5 (68,0 m)+94,8 (75,5 m)+99,6 (78,0 m) 15 km: 214,74 p (48.19,06) |
| Fjodor Koltšin     | mannen     | 15e       | 387,36 punten schans: 171,0 p 88,7 (70,0 m)+78,1 (68,5 m)+82,3 (70,0 m) 15 km: 216,36 p (48.08,08) |
| Sergej Omeltsjenko | mannen     | 19e       | 379,94 punten schans: 176,3 p 81,2 (67,5 m)+85,0 (72,5 m)+91,3 (75,0 m) 15 km: 203,64 p (49.33,06) |

### Rodelen
| Olympiër                        | Discipline | Resultaat | Prestatie                                             |
| ------------------------------- | ---------- | --------- | ----------------------------------------------------- |
| Dainis Bremze                   | mannen     | dns-3     | niet gestart run 3 (43,559 / 1.21,445 / niet gestart) |
| Vera Sosoelja                   | vrouwen    | Goud      | 2.36,537 (38,978 / 39,167 / 39,271 / 39,121)          |
| Ingrīda Amantova                | vrouwen    | Brons     | 2.37,817 (+1,280) (39,346 / 39,488 / 39,610 / 39,373) |
| Astra Rībena                    | vrouwen    | 8e        | 2.39,011 (+2,474) (39,617 / 39,780 / 39,816 / 39,798) |
| Dainis Bremze Aigars Kriķis     | dubbel     | 10e       | 1.20,662 (+1,331) (40,164 / 40,498)                   |
| Valeri Jakoesjin Sergej Danilin | dubbel     | 17e       | 1.25,144 (+5,813) (39,951 / 45,193)                   |

### Schaatsen
| Olympiër            | Discipline   | Resultaat | Prestatie         |
| ------------------- | ------------ | --------- | ----------------- |
| Sergej Berezin      | 5000 m (m)   | 15e       | 7.19,93 (+17,64)  |
| Sergej Berezin      | 10.000 m (m) | 10e       | 15.04,68 (+36,55) |
| Sergej Chlebnikov   | 500 m (m)    | 15e       | 39,25 (+1,22)     |
| Sergej Chlebnikov   | 1000 m (m)   | 9e        | 1.17,96 (+2,78)   |
| Jevgeni Koelikov    | 500 m (m)    | Zilver    | 38,37 (+0,34)     |
| Joeri Kondakov      | 1500 m (m)   | 5e        | 1.57,36 (+1,92)   |
| Viktor Leskin       | 5000 m (m)   | 11e       | 7.16,24 (+13,95)  |
| Viktor Leskin       | 10.000 m (m) | 7e        | 14.51,72 (+23,59) |
| Vladimir Lobanov    | 1000 m (m)   | Brons     | 1.16,91 (+1,73)   |
| Vladimir Lobanov    | 1500 m (m)   | 8e        | 1.59,30 (+3,86)   |
| Anatoli Medennikov  | 500 m (m)    | 7e        | 38,88 (+0,85)     |
| Anatoli Medennikov  | 1000 m (m)   | 15e       | 1.18,92 (+3,74)   |
| Dmitri Ogloblin     | 5000 m (m)   | 13e       | 7.16,92 (+14,63)  |
| Dmitri Ogloblin     | 10.000 m (m) | 16e       | 15.20,14 (+52,01) |
| Jevgeni Soloenski   | 1500 m (m)   | 9e        | 1.59,47 (+4,03)   |
| Tatjana Barabasj    | 1500 m (v)   | 18e       | 2.16,32 (+5,37)   |
| Vera Bryndzej       | 1500 m (v)   | 18e       | 2.16,32 (+5,37)   |
| Irina Kovrova       | 500 m (v)    | 10e       | 43,50 (+1,72)     |
| Irina Kovrova       | 1000 m (v)   | 20e       | 1.29,94 (+5,84)   |
| Valentina Lalenkova | 1000 m (v)   | 11e       | 1.28,27 (+4,17)   |
| Valentina Lalenkova | 3000 m (v)   | 17e       | 4.51,72 (+19,59)  |
| Natalja Petroeseva  | 500 m (v)    | Brons     | 42,42 (+0,64)     |
| Natalja Petroeseva  | 1000 m (v)   | Goud      | 1.24,10           |
| Natalja Petroeseva  | 1500 m (v)   | 8e        | 2.14,15 (+3,20)   |
| Natalja Petroeseva  | 3000 m (v)   | 8e        | 4.42,59 (+10,46)  |
| Olga Plesjkova      | 3000 m (v)   | 9e        | 4.43,11 (+10,98)  |
| Tatjana Tarasova    | 500 m (v)    | 8e        | 43,26 (+1,48)     |

### Schansspringen
| Olympiër          | Discipline         | Resultaat | Prestatie                                          |
| ----------------- | ------------------ | --------- | -------------------------------------------------- |
| Aleksej Borovitin | normale schans (m) | 21e       | 220,3 punten 115,0 p. (80,5 m) + 105,3 p. (76,0 m) |
| Aleksej Borovitin | grote schans (m)   | 36e       | 193,4 punten 91,8 p. (91,5 m) + 101,6 p. (96,0 m)  |
| Joeri Ivanov      | normale schans (m) | 33e       | 200,3 punten 93,8 p. (71,0 m) + 106,5 p. (78,0 m)  |
| Joeri Ivanov      | grote schans (m)   | 34e       | 197,0 punten 103,5 p. (97,0 m) + 93,5 p. (92,0 m)  |
| Andrej Sjakirov   | normale schans (m) | 46e       | 147,1 punten 72,8 p. (61,0 m) + 74,3 p. (63,5 m)   |
| Andrej Sjakirov   | grote schans (m)   | 39e       | 187,0 punten 99,3 p. (96,5 m) + 87,7 p. (90,0 m)   |
| Vladimir Vlasov   | normale schans (m) | 31e       | 204,8 punten 109,2 p. (80,0 m) + 95,6 p. (71,5 m)  |
| Vladimir Vlasov   | grote schans (m)   | 28e       | 205,3 punten 103,5 p. (97,0 m) + 101,8 p. (96,5 m) |

### IJshockey
| Olympiër | Discipline | Resultaat | Prestatie |
| --- | ---------- | --------- | --- |
| Vladislav Tretjak Vladimir Mysjkin Aleksej Kasatonov Vjatsjeslav Fetisov Valeri Vasiljev Sergej Starikov Zinetoela Biljaletdinov Vasili Pervoechin Boris Michajlov Vladimir Petrov Valeri Charlamov Sergej Makarov Vladimir Golikov Aleksandr Golikov Aleksandr Maltsev Joeri Lebedev Vladimir Kroetov Aleksandr Skvortsov Viktor Zjloektov Helmuts Balderis | mannen     | Zilver    | Voorronde groep A: 16- 0 Sovjet-Unie - Japan 17- 4 Sovjet-Unie - Nederland 8- 1 Sovjet-Unie - Polen 4- 2 Sovjet-Unie - Finland 6- 4 Sovjet-Unie - Canada Finaleronde: 3- 4 Sovjet-Unie - Verenigde Staten 9- 2 Sovjet-Unie - Zweden |

Andorra · Argentinië · Australië · België · Bolivia · Bondsrepubliek Duitsland · Bulgarije · Canada · China · Costa Rica · Cyprus · Duitse Democratische Republiek · Finland · Frankrijk · Griekenland · Groot-Brittannië · Hongarije · IJsland · Italië · Japan · Joegoslavië · Libanon · Liechtenstein · Mongolië · Nederland · Nieuw-Zeeland · Noorwegen · Oostenrijk · Polen · Roemenië · Sovjet-Unie · Spanje · Tsjecho-Slowakije · Verenigde Staten · Zuid-Korea · Zweden · Zwitserland